# Église Saint-Georges de Chavanges
L'église Saint-Georges est une église située à Chavanges, en France.

## Localisation
L'église est située sur la commune de Chavanges, dans le département français de l'Aube.

## Historique

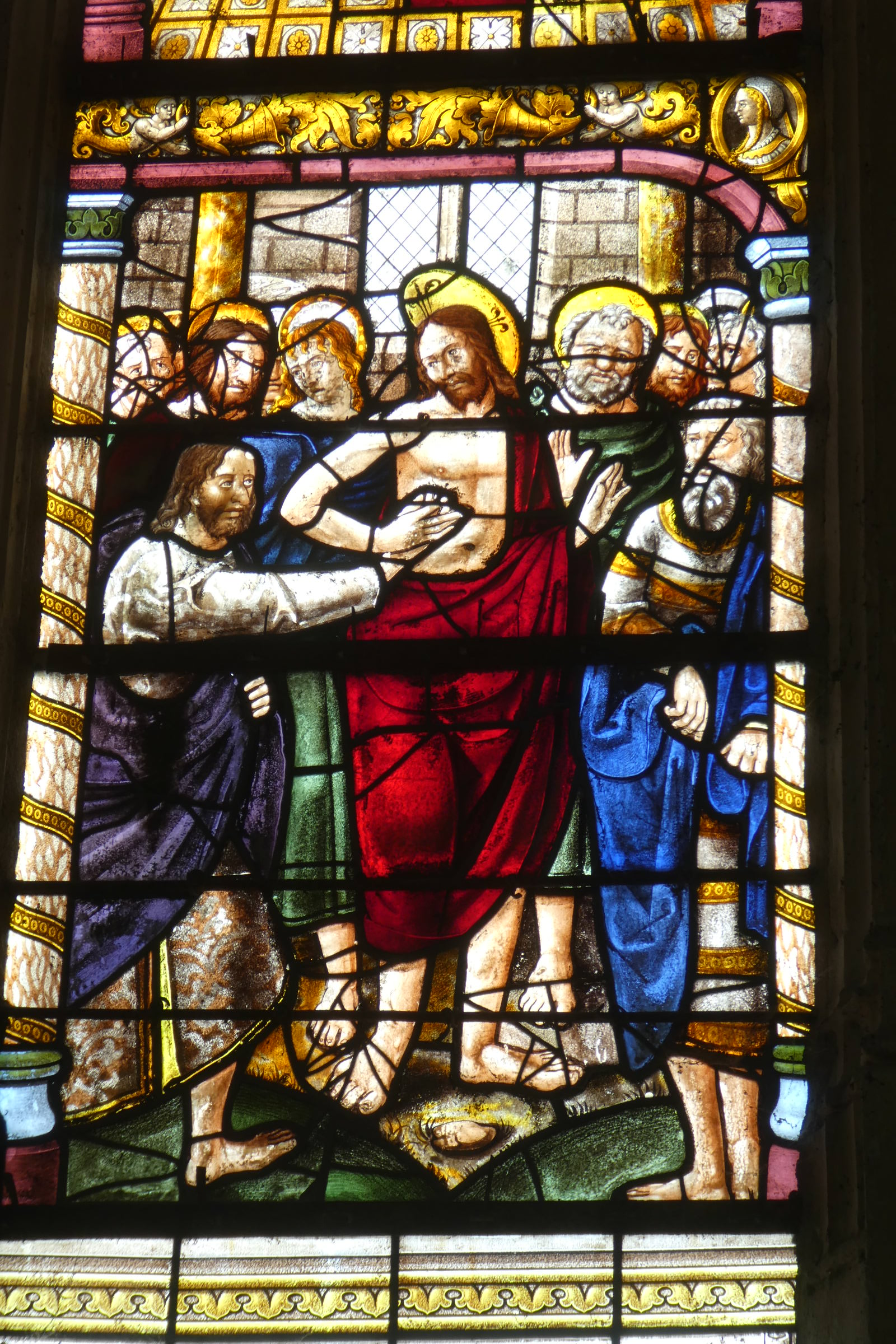
Vitraux église Saint-Georges de Chavanges.

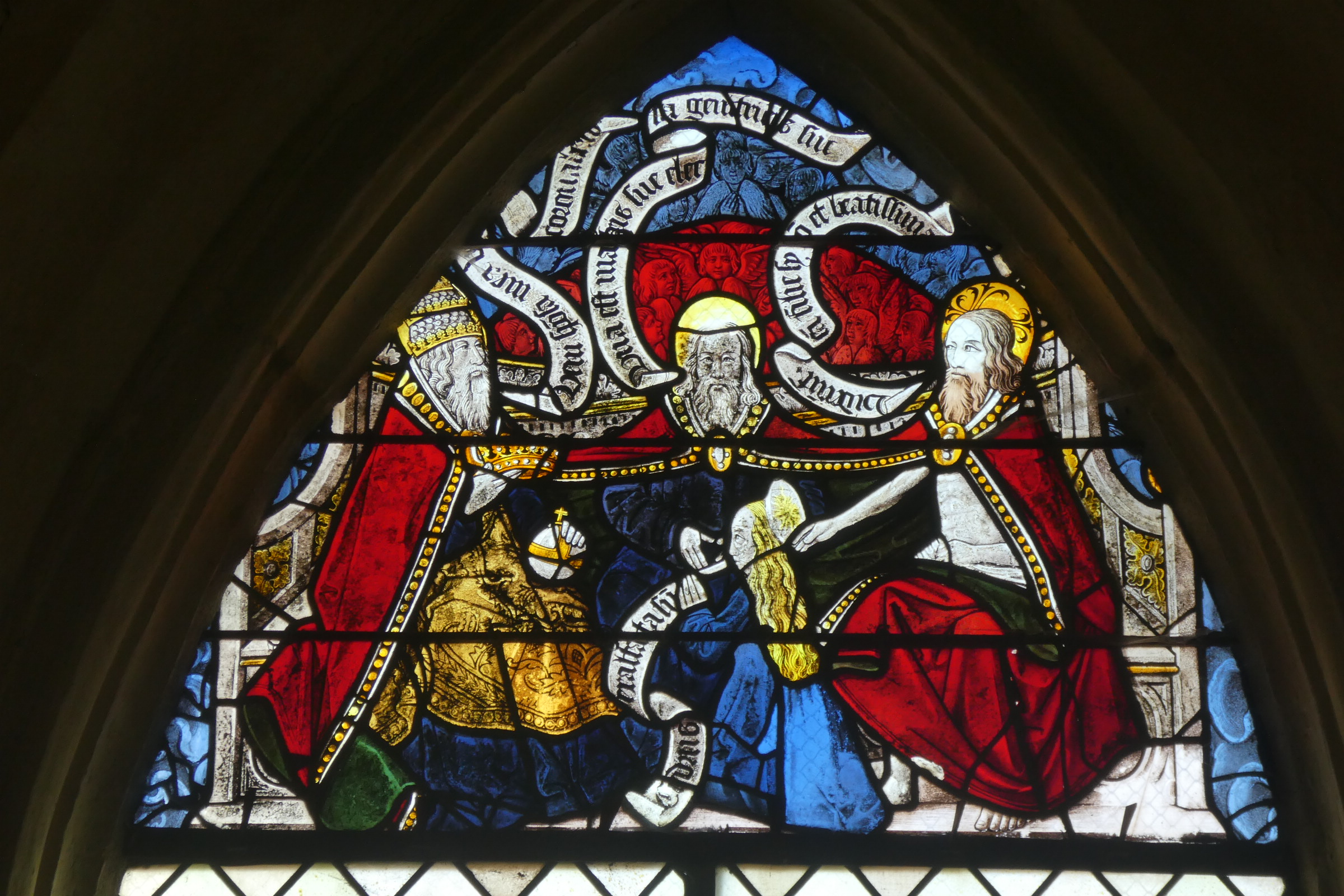
Vitraux église Saint-Georges de Chavanges.

L'église est consacrée à saint Georges depuis au moins 1107. Elle appartenait jadis à l'abbaye Saint-Pierre de Montier-la-Celle (Saint-André-les-Vergers) et relevait du diocèse de Troyes, de l'archidiaconé et du doyenné de Margerie. Le portail ouest est roman du XIIe siècle, l'arc triomphal de la fin du XIIIe ; la tour du XVIe siècle. À remarquer les absidioles hexagonales et le chevet à treize décrochements. Après ces importants travaux, l'église fut consacrée à nouveau, le dimanche 14 octobre 1554 par Antoine Caraccioli évêque de Troyes. En plus de la dédier à saint Georges, il consacra les chapelles à saint Nicolas, sainte Anne, saint Jean l'Évangéliste et saint Sébastien.
L'édifice est classé au titre des monuments historiques en 1907.

### Liens externes

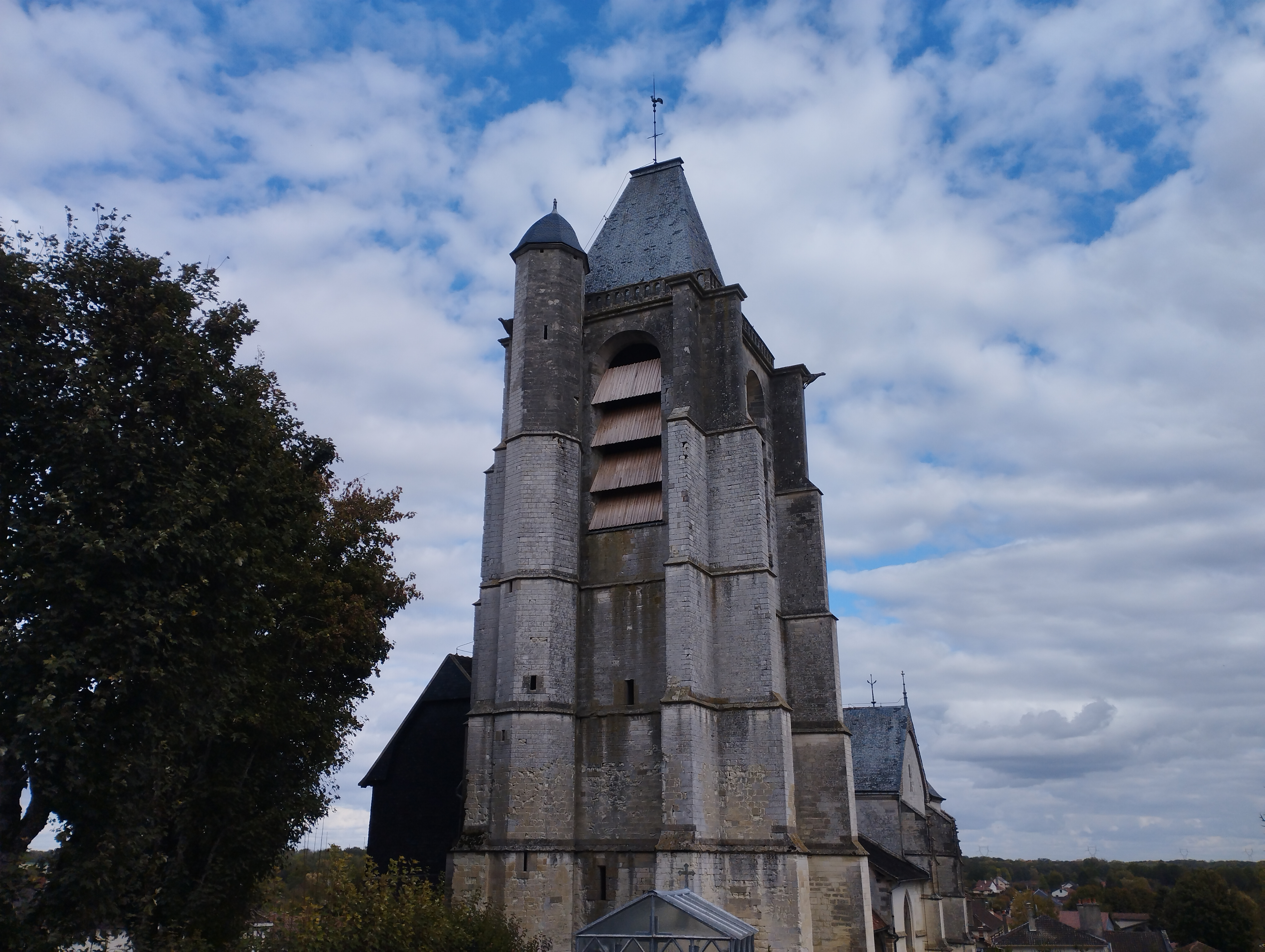
Le clocher de l'église Saint-Georges vu du côté de la face Est de l'édifice, surplombant le cimetière.